# یواس‌اس مارولد (اس‌پی-۷۳۷)
یواس‌اس مارولد (اس‌پی-۷۳۷) (به انگلیسی: USS Marold (SP-737)) یک کشتی بود که طول آن ۱۰۰ فوت (۳۰ متر) بود. این کشتی در سال ۱۹۱۴ ساخته شد.